# Rabland
Rabland (italienisch Rablà) ist eine Fraktion der Gemeinde Partschins im Vinschgau in Südtirol. Das Dorf liegt nahe der Talsohle des Etschtals orographisch links der Etsch.
Rabland kann auf eine lange Geschichte zurückblicken. Als Straßensiedlung an der einstigen Via Claudia Augusta und der heutigen Vinschgauer Straße war Rabland vor allem verkehrstechnisch von Bedeutung. Aus dem Jahr 46 n. Chr. stammt der berühmte Meilenstein des Kaisers Claudius,
der 1552 in Rabland gefunden wurde. Es ist das älteste römische Schriftdenkmal im Alpenraum, das unmittelbar auf den Bau der Heeresstraße Bezug nimmt, und wird am Stadtmuseum Bozen verwahrt.
Neben Bauernhöfen, darunter dem Mair zu Rabland, prägen vor allem alte Gasthäuser den Charakter der Ortschaft. Der Ortsname wird 1312 als Rabelant ersturkundlich genannt, wobei damit ursprünglich nur eine Hofanlage, der Mairhof Redermacher, bezeichnet wurde. Der ursprüngliche, später abgegangene und durch Rabland ersetzte Siedlungsname lautete hingegen Cutraun, Guntraun oder auch Catraun (so noch 1580). Kirchlich rechnete die Örtlichkeit seit alters zum Pfarrbezirk Partschins, wie die urkundliche Nennung eines Caspar Rablander gesessen zů Cotrawn in Parthinser pfarr im Jahr 1457 erweist.
Sehenswürdigkeiten sind unter anderem die im spätgotischen Stil erbaute St.-Jakob-Kirche direkt an der Hauptstraße und die neue Pfarrkirche (auch Christuskirche genannt) gleich dahinter, die 1961–1963 nach Plänen des Architekten Erich Pattis erbaut und vom Künstler Friedrich Gurschler ausgestattet wurde. Weiters gibt es ein kleines Eisenbahnmuseum („Eisenbahnwelt“) im Ort und eine Grundschule für die deutsche Sprachgruppe.
Das Dorfzentrum wird von der SS 38 durchquert. Direkt an der Etsch verläuft die Radroute 2 „Vinschgau–Bozen“. Auf der gegenüberliegenden Flussseite, im Ortsteil Saring, bietet die Vinschgaubahn am Bahnhof Rabland eine Zugangsstelle, neben der sich auch die Talstation der Seilbahn Aschbach befindet.